# Уралёв, Игорь Юрьевич
И́горь Ю́рьевич Уралёв (15 октября 1966, Кабардино-Балкарская АССР, СССР) — советский и российский футболист, вратарь, российский тренер.

## Карьера

### Клубная
Воспитанник владикавказского футбола. Больше всего известен по выступлениям за «Амкар», куда перешёл после выступления за различные клубы Первой и Второй лиг СССР и России.

### Тренерская
После завершения игровой карьеры остался работать тренером вратарей в Перми. Исполнял обязанности главного тренера «Амкара» в 2006 году в матче с «Зенитом» (0:2) после отставки Сергея Оборина. В 2008 году ушёл из клуба из-за конфликта с генеральным директором Сергеем Грушкевичем. Далее работал на той же должности тренера вратарей в липецком «Металлурге», армавирском «Торпедо», «СКА-Энергии», «Луче-Энергии», «Чайке», «Актобе», «КАМАЗе».
С 30 сентября 2022 года — тренер вратарей в ФК «Армавир» и академии ФК «Армавир».

## Достижения
- Победитель Первого дивизиона: 2003
- Серебряный призёр Первого дивизиона: 1993
- Победитель Второго дивизиона (2): 1992, 1998

## Статистика выступлений за «Амкар»
| Сезон | Лига | Лига | Кубки | Кубки | Итого | Итого |
| Сезон | Игры | Голы | Игры  | Голы  | Игры  | Голы  |
| ----- | ---- | ---- | ----- | ----- | ----- | ----- |
| 1995  | 11   | -5   | 0     | 0     | 11    | -5    |
| 1996  | 39   | -27  | 0     | 0     | 39    | -27   |
| 1997  | 32   | -19  | 0     | 0     | 32    | -19   |
| 1998  | 27   | -10  | 4     | -3    | 31    | -13   |
| 1999  | 36   | -39  | 2     | -3    | 38    | -42   |
| 2000  | 2    | -1   | 2     | -1    | 4     | -2    |
| 2001  | 10   | -4   | 0     | 0     | 10    | -4    |
| 2002  | 0    | 0    | 0     | 0     | 0     | 0     |
| 2003  | 0    | 0    | 0     | 0     | 0     | 0     |
| Итого | 157  | -105 | 8     | -7    | 165   | -112  |